# Ortostilo

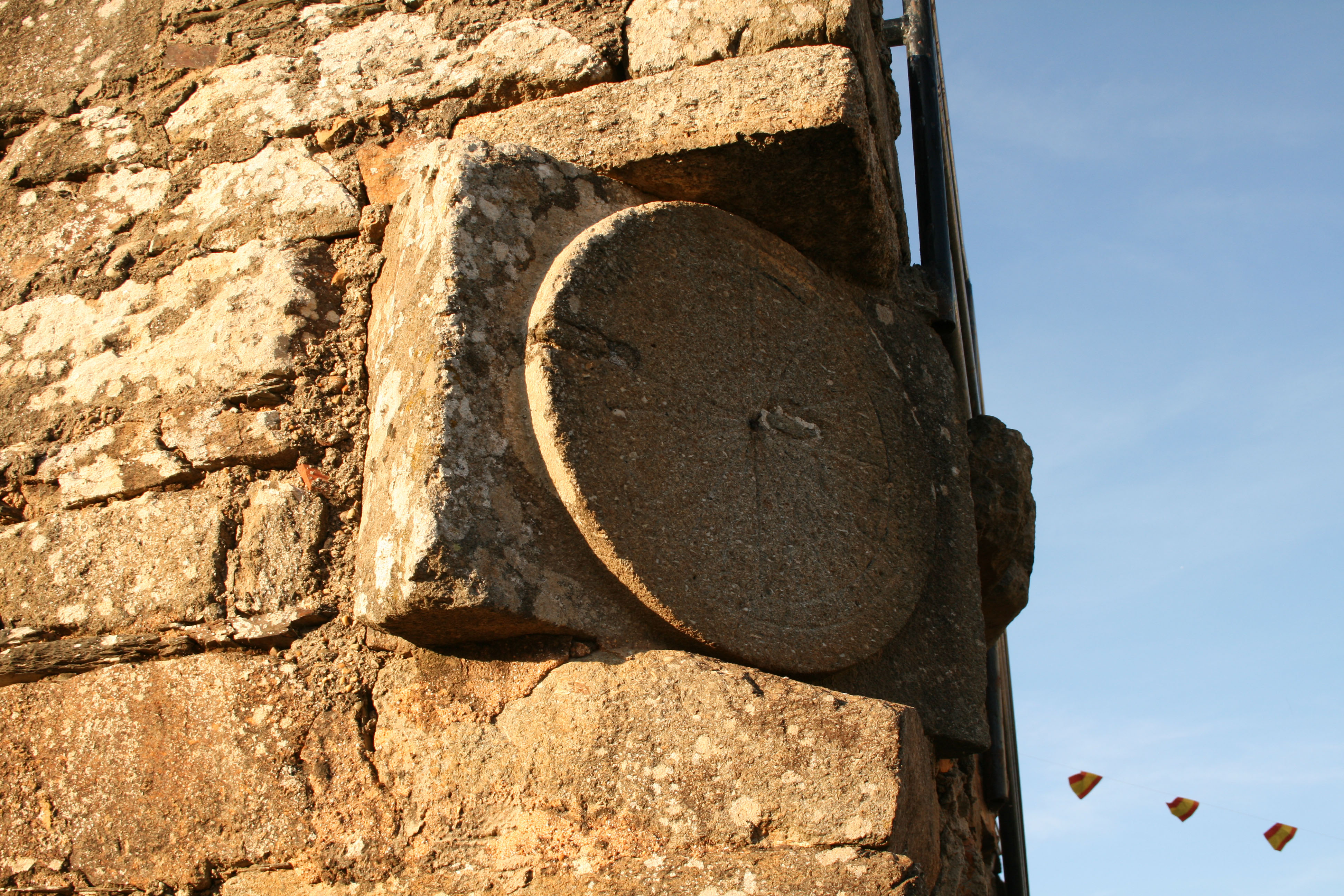
Reloj solar de horas temporarias que poseía un ortostilo en su centro

En gnomónica se denomina ortostilo a la parte del stilo o línea perpendicular a la superficie del reloj de sol. Se trata de uno de los más antiguos elementos empleados en la construcción de relojes de sol, por ejemplo en los solariums que indicaban las horas temporarias horizontales empleadas por los romanos. Tal y como describía Plinio el Viejo cuando hablaba del Campo de Marte de Roma, el ortoestilo es un obelisco por su carácter perpendicular a la superficie horizontal de la plaza.

## Variantes
A la sombra del ortostilo, los autores del Renacimiento, la dividían en:
- Umbra recta si la sombra del ortostilo se arroja sobre un suelo horizontal
- Umbra versa si la sombra del ortostilo se arroja sobre una pared vertical

Hoy en día la mayoría de los relojes de sol (estilo-axiales) emplean el ortostilo como un elemento de elevación del gnomon y su sombra carece de valor gnomónico.